# Cuispes (distrito)
Cuispes é um distrito peruano localizado na Província de Bongará, departamento Amazonas. Sua capital é a cidade de Cuispes.

## Transporte
O distrito de Cuispes é servido pela seguinte rodovia:
- PE-5N, que liga o distrito de Chanchamayo (Região de Junín) à Ponte Integración (Fronteira Equador-Peru) - e a rodovia equatoriana E682 - no distrito de Namballe (Região de Cajamarca)  [2][3][4]